# Amiota dispina
Amiota dispina este o specie de muște din genul Amiota, familia Drosophilidae, descrisă de Toyohi Okada în anul 1960. Conform Catalogue of Life specia Amiota dispina nu are subspecii cunoscute.